# Durchschlagzungeninstrument
Durchschlagzungeninstrumente sind Musikinstrumente mit durchschlagender Zunge, bei denen der Ton meist durch mehrere Metallzungen erzeugt wird, die frei schwingen können. Sie werden nach der Hornbostel-Sachs-Systematik zu den Unterbrechungs-Aerophonen gezählt, weil der Windstrom durch periodische Unterbrechungen in Schwingungen versetzt wird. Jeweils ein oder zwei Töne brauchen dabei einen eigenen Luftkanal (Kanzellen), je nachdem ob der Luftstrom nur in eine oder in beide Richtungen erfolgt. Die Luftzufuhr kann durch Anblasen mit dem Mund oder durch ein Gebläse (Windwerk) erfolgen. Die Auswahl der Töne geschieht durch Abdecken der nicht gewünschten Kanzellen oder durch die Windführung.
Zu den Instrumenten mit durchschlagenden Zungen gehören das Harmonium, das Akkordeon und seine Varianten, die Mundharmonika sowie die südostasiatischen und ostasiatischen Mundorgeln (Sheng, Khaen, Qeej, Shō) und das Bawu. Entgegen der Hornbostel-Sachs-Systematik kann auch die Maultrommel als Durchschlagzungeninstrument klassifiziert werden, wenn die Bedeutung der Schwingungsübertragung an die Luft für die Tonerzeugung in den Mittelpunkt gestellt wird.
Im Westen sind Instrumente mit Durchschlagzungen erst zum Ende des 18. Jahrhunderts aufgekommen. Die asiatischen Instrumente existieren bereits seit über 3000 Jahren.
Die Zungenpfeifen als Register der Orgel benutzen dagegen meistens Aufschlagzungen.